# Johnny Cash
Johnny Cash (nacido como J. R. Cash, Kingsland, Arkansas, 26 de febrero de 1932-Nashville, Tennessee, 12 de septiembre de 2003) fue un cantante, compositor, músico y actor estadounidense. Considerado como uno de los músicos más influyentes del siglo XX. Considerado «el Rey de la Música Country» y un icono de ese género. Cantautor de country, góspel, rock and roll y rockabilly, fue y es uno de los máximos representantes de la música country, aunque creó su propio subgénero musical. 
Cash fue conocido por su profunda voz, por el característico sonido boom-chick-a-boom de su banda de acompañamiento -los Tennessee Three-, y por vestir ropa oscura lo que le valió el apodo de «El Hombre de Negro» («The Man in Black»). Era muy típico de él empezar todos sus conciertos con la sencilla frase: «Hola, soy Johnny Cash» («Hello, I'm Johnny Cash»).
Muchas de las canciones de Cash como «I Walk The Line», «Folsom Prison Blues», «Man in Black» tratan temas como la pena, la culpa, las tribulaciones morales y la redención, una tendencia que se acentuó en la última etapa de su carrera. Pero también compuso muchas canciones humorísticas (como «One Piece At A Time», «The One On The Right Is On The Left» y versionó «A Boy Named Sue», canción de Shel Silverstein), llenas de vitalidad («Get Rhythm») o con otras temáticas típicas del country como el ferrocarril («The Rock Island Line» o la famosa «Orange Blossom Special»). Curiosamente, algunos de sus temas más conocidos son versiones de otros artistas, como es el caso de «Hurt» (de Nine Inch Nails), Personal Jesus de Depeche Mode, One de U2, o el tema grabado junto con Joe Strummer, «Redemption Song», que Bob Marley había compuesto poco antes de su muerte.
Vendió cerca de noventa millones de álbumes en sus casi cincuenta años de carrera. Es presentado habitualmente como uno de los músicos más importantes en la historia de la música country. Es uno de los tres únicos músicos que han sido admitidos en más de un «Salón de la Fama»: en el Salón de la Fama del Rock and roll, del Country y del Góspel, de modo que, junto con Elvis Presley, es el único artista que está en Salones de la Fama de tres estilos diferentes (Rock, Country y Góspel). Aunque es recordado principalmente como un icono de la música country, sus canciones y el sonido que abarca abrazaron otros géneros como el rock and roll, el rockabilly, el blues, el folk, y el góspel.

## Biografía y carrera
En 1944, se convirtió al cristianismo en la Iglesia Bautista Central en Dyess, Arkansas y comenzó a cantar públicamente allí. 

### Comienzos artísticos
Cash pasó toda su carrera musical en la carretera desde sus primeros años de contrato con la discográfica Sun Records, hasta el último con American Records. Recorrió todas las carreteras de los Estados Unidos y Canadá haciendo en sus giras. En los años 50, las realizaba en coche junto a su banda en su Plymouth del 54 y, más tarde, en un autobús negro llamado la «Unidad Uno». Como afirmó siempre, los ritmos de la vida en la carretera le encantaban, le eran familiares y predecibles.Cash y Carr (2003)
J.R. Cash nació el 26 de febrero de 1932 en Kingsland, Arkansas, sus padres eran Ray Cash y Carrie Cloveree (de soltera Rivers), siendo el cuarto hijo de siete. Sus hermanos, en orden de nacimiento eran: Roy, Margaret Louise, Jack, J. R., Reba, Joanne y Tommy (quién también tuvo éxito como artista country). Era descendiente de escoceses e ingleses. A la edad adulta rastreó su apellido hasta el siglo XI, después de conocer al Laird de Falkland, el mayor Michael Crichton-Stuart; Cash Loch y otras localidades en Fife (Falkland) llevan el nombre de su familia.
Al nacer fue llamado J. R. Cash. Cuando se alistó en la Fuerza Aérea de los Estados Unidos y no se le permitió usar iniciales como su primer nombre, así que lo cambio a John R. Cash. En 1955, cuando firmó para Sun Records, comenzó llamándose Johnny Cash.
En marzo de 1935, con tres años, su familia se estableció en Dyess Arkansas, una colonia nueva establecida durante el New Deal, dando una oportunidad a las familias pobres de trabajar la tierra y obtener la propiedad. J.R. empezó a trabajar en los campos de algodón a la edad de cinco años, cantando solo con su familia mientras trabajaban. La granja de la familia se inundó en dos ocasiones, por lo cual, más tarde, escribiría la canción "Five Feet High and Rising". Su familia fue afectada gravemente por la Gran Depresión, la cual inspiró muchas de sus canciones, principalmente aquellas sobre familias relacionadas con dificultades similares. Tenía mucha simpatía por la población pobre y la clase trabajadora.
Cash estaba muy unido a su hermano mayor, Jack, quien en mayo de 1944, fue arrastrado por una sierra de cabeza giratoria en el molino donde trabajaba, que casi lo cortó por la mitad. Sufrió daños irreversibles y dolores insoportables más de una semana hasta su muerte el 20 de mayo de 1944, a la edad de 15 años. Cash frecuentemente afirmaba sentirse culpable de este accidente. De acuerdo a la autobiografía de Cash, su padre estaba lejos esa mañana, pero Johnny, con su madre y Jack, habían tenido premoniciones y presentimientos de que algo sucedería ese día. Su madre alarmó a Jack que se encontraba en el trabajo pero Jack insistió en trabajar porque la familia necesitaba dinero. En su lecho de muerte, Jack dijo que había tenido visiones del cielo con ángeles. Décadas más tarde, Cash habló de las ganas que tenía de reunirse con su hermano en el cielo.
Las primeras influencias musicales de Johnny Cash provenían principalmente del góspel que escuchaba en la iglesia y de los ritmos sureños que se oían a través de la radio y que luego cantaba mientras trabajaba en el campo. En uno de sus cumpleaños, su madre le regaló una guitarra y, tras aprender a tocar, con doce años ya escribía e interpretaba sus propias composiciones.
Sus recuerdos fueron dominados por la música góspel y la radio. Empezó a tocar y escribir canciones a la edad de 12 años. Siendo joven, tenía una voz muy alta como de tenor, pero posteriormente sufrió el cambio de voz que lo llevó al barítono bajo. 
Publicó un álbum de canciones góspel tradicionales, llamado My Mother's Hymn Book, También tuvo influencia importante sobre él la música tradicional irlandesa, cuando se presentaba semanalmente como Dennis Day en el programa de radio de Jack Benny.

### La Familia Carter
Cash se casó en 1968 -después de un primer matrimonio con Vivian Liberto que le dio tres hijas- con June Carter (una de las hijas de la famosa Familia Carter). Su familia política, la «Familia Carter» como eran reconocidos, fueron los primeros en popularizar a gran escala el folk sureño y tuvieron una gran influencia durante los años 50 y 60. Cuatro miembros de la familia (incluyendo a June) se unieron al espectáculo de Cash en 1961. Se dijo en más de una ocasión que esta unión musical había ido en detrimento de la carrera de Cash, pero él afirmó siempre que «había sido emocionante tener su apoyo en el escenario, un gran honor y una gran oportunidad [...] Hizo que me mantuviera en las tradiciones de las que provengo, y eso siempre ha sido muy importante para mí, y gratificante».

### Problemas con las drogas
Aunque no supuso nunca el fin de su importante carrera musical, Johnny tuvo más de un encuentro con las anfetaminas a lo largo de su vida que dificultaron su permanencia en el mundo de la música. Ya a finales de los 50, Cash tomaba anfetaminas, pero fue durante los primeros años de la década de los 60 cuando Cash comenzó a beber compulsivamente y a tomar muchas anfetaminas, a las que acabó siendo adicto. Cash las consumía para mantenerse despierto y activo durante sus giras. Sus amigos bromeaban a menudo sobre su comportamiento «nervioso», ignorando muchos de ellos la fuerte adicción que sufría por entonces. Habló abiertamente en su autobiografía sobre ello:

Es una lucha continua. Sin embargo, sé que si me encomiendo a Dios cada mañana y soy honesto con Él y conmigo mismo, conseguiré llegar bien al final del día.
Cash y Carr (2003)

### Otros compromisos
Ha cantado en múltiples conferencias evangelísticas de Billy Graham.
En reconocimiento por el apoyo que prestó a la ONG SOS Children's Villages, su familia hizo un llamado a amigos y fanes a que realizasen donaciones a esta organización en memoria del fallecido. Cash tenía un vínculo personal con el SOS village de Diessen, en el sur de Alemania, cerca de donde había sido destinado como militar.

### Última etapa y su muerte
En 1997, a Cash le fue diagnosticada una enfermedad neurodegenerativa conocida como síndrome de Shy-Drager, un diagnóstico posteriormente reemplazado por el de neuropatía autonómica asociada a la diabetes. La enfermedad forzó a Cash a acortar su gira. Fue hospitalizado en 1998 debido a una neumonía severa que le ocasionó daños en los pulmones. En consecuencia, los dos siguientes trabajos de la serie American Recordings, American III: Solitary Man (2000) y American IV: The Man Comes Around (2002), incluyeron canciones con un tono más reflexivo e introspectivo en comparación con sus dos primeros trabajos para el sello. El videoclip de «Hurt», una versión de una canción de Nine Inch Nails publicada como primer sencillo de American IV, obtuvo el respaldo de crítica: ganó un MTV Video Music Awards en la categoría de mejor cinematografía en 2003 y un Grammy al mejor video musical en 2004. En 2008, Cash volvió a recibir un Grammy en la misma categoría por el videoclip de «God's Gonna Cut You Down», canción publicada en American V.
Su esposa durante 35 años, June Carter Cash, falleció el 15 de mayo de 2003 a la edad de 73 años. Sobre su esposa, el músico comentó en Cash y Carr (2003): «La única queja que tengo es que su contribución al country pasará desapercibida porque es mi esposa». Según comentó el propio Cash, antes de su muerte June le animó a que siguiese trabajando, algo que el músico cumplió, llegando a completar más de sesenta grabaciones en sus últimos cuatro meses de vida. Incluso llegó a ofrecer varios conciertos en The Carter Family Fold, a las afueras de Bristol (Virginia). En su última aparición pública, el 5 de julio de 2003, antes de interpretar «Ring of Fire», Cash leyó una declaración que había escrito poco antes de subir al escenario:

El espíritu de June Carter me eclipsa esta noche con el amor que sentía por mí y el que sentía yo por ella. Conectamos en algún lugar entre aquí y el cielo. Bajó a hacerme una corta visita, creo, desde el cielo para darme coraje e inspiración, como siempre hizo.
Cash y Carr (2003)

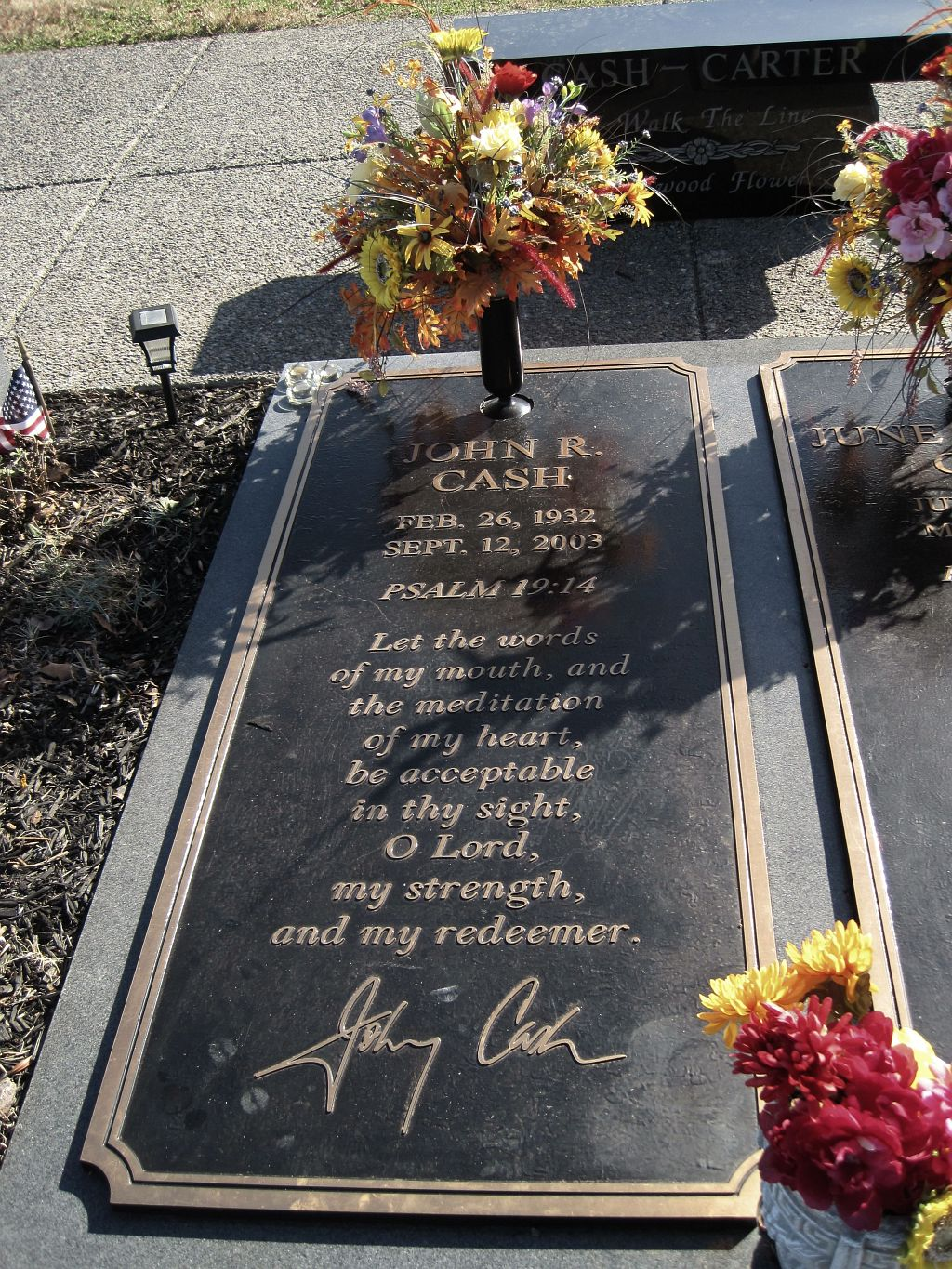
Tumba de Cash ubicada en Hendersonville Memory Gardens en Hendersonville, Tennessee.

El 12 de septiembre, apenas cuatro meses después de la muerte de su esposa, Cash falleció en el Baptist Hospital de Nashville por complicaciones de diabetes. Los funerales públicos se llevaron a cabo en la Primera Iglesia Bautista en Hendersonville (Tennessee).  El músico fue enterrado al lado de su esposa en el Hendersonville Memory Gardens de Hendersonville, Tennessee. Apenas un año después, American Recordings publicó la caja recopilatoria Unearthed, recopilada por el propio músico antes de su muerte, que incluyó cuatro discos con grabaciones inéditas. Una de las últimas colaboraciones con Rick Rubin, American V: A Hundred Highways, fue publicado de forma póstuma el 4 de julio de 2006. El álbum se convirtió en el primer y único trabajo de Cash en debutar en el primer puesto de la lista Billboard 200. Un segundo trabajo póstumo, American VI: Ain't No Grave, fue publicado el 23 de febrero de 2010, tres días antes del 78.º cumpleaños de Cash. 
En junio de 2005, la casa de Cash en Caudill Drive, Hendersonville, fue puesta en venta. Un año después, el cantante de Bee Gees Barry Gibb y su esposa Linda compraron la casa por 2,3 millones de dólares a través del hermano menor de Cash, Tommy Cash. Sin embargo, el 10 de abril de 2007, durante unas obras de restauración, la casa fue destruida en un incendio provocado por el uso de productos inflamables.

### Legado e influencia
Desde sus primeros años como pionero del rockabilly y el rock and roll en los años 50, en las décadas en las que fue un representante internacional de la música country y hasta su resurgimiento como icono del country alternativo en los años 90, Cash ha influido a incontables artistas y ha sido reverenciado por los más grandes músicos populares de la historia. Aunque nunca dio mucha importancia al aspecto económico de su carrera, lo cierto es que Cash consiguió vender cerca de noventa millones de álbumes en sus casi cincuenta años de carrera. Nunca le faltó público (se ganó a los jóvenes de su generación y, más tarde, consiguió hacerse con los de generaciones venideras); un público ansioso de poder escuchar su repertorio lleno de canciones nuevas y añejas acompañadas siempre por unas cuerdas vocales en áspero barítono.
Asimismo, bebió de otros estilos musicales que nada tenían que ver con el country. Prueba de ello son las versiones que grabó de los temas "Heart of Gold" de (Neil Young), "Personal Jesus" (Depeche Mode), "Redemption Song" (de Bob Marley e interpretada a dúo con Joe Strummer), "In My Life" (The Beatles), "The Mercy Seat" (Nick Cave & Mick Harvey), "Highway Patrolman" (Bruce Springsteen), "I won't back down" (Tom Petty & Jeff Lynne), "Solitary Man" (Neil Diamond), "One" (U2), "Hurt" (Nine Inch Nails), "Rowboat" (Beck), "Rusty Cage" (Soundgarden), o "Redemption Day" (Sheryl Crow).
Cash ha sido muy valorado incluso por artistas lejanos a su género musical. Como se puede leer en las notas de Unearthed, Bob Johnston (productor y amigo de Cash) contaba cómo, hablando con un grupo de rap, estos le declaraban «el padrino del Gangsta rap», ya que habían crecido escuchando cómo Johnny Cash cantaba «maté a un hombre en Reno simplemente por verle morir». En su álbum Ego Trippin', Snoop Dogg dedica su canción "My Medicine" a Johnny Cash, a real American gangsta. La banda de punk rock Social Distortion cierra sus conciertos interpretando «Ring Of Fire», la cual aparece en su disco Social Distortion. También la banda británica de country-blues Alabama 3 le dedicó una canción llamada Hello I´m Johnny Cash. Y Joe Strummer le rindió tributo con el tema "Long Shadow", aparecido en su disco póstumo Stretcore, aparte de la colaboración antes citada. En España, Loquillo versionó su canción "Man in Black" en el álbum Mientras Respiremos.
Cash apadrinó y defendió a artistas de las críticas sobre lo que era o no aceptable en el country, incluso en las épocas en las que él era uno de los símbolos más visibles del establishment country. En 1999 se le ofreció un concierto-homenaje en el que tocaron artistas de la talla de Bob Dylan, Chris Isaak, Wyclef Jean, Norah Jones, Kris Kristofferson, Willie Nelson y U2. Justo después de su muerte fueron editados dos álbumes-homenaje; Kindred Spirits y Dressed In Black. En el primero participaron músicos con cierto prestigio, mientras que el segundo era de artistas menos conocidos.

## Vida personal
Hacia el final de su vida, él y su esposa asistieron a la Primera Iglesia Bautista en Hendersonville (Tennessee). 

## Walk the line, película basada en su vida
En 2005 se estrenó la película Walk the Line, dirigida por James Mangold, que narra la vida del cantante basándose en su autobiografía y que se realizó con la colaboración (como uno de los productores ejecutivos) de su hijo pequeño, John Carter Cash. El actor Joaquín Phoenix, quien lo encarnó, estuvo nominado al Oscar al mejor actor. La actriz Reese Witherspoon ganó el Oscar a la mejor actriz por su interpretación de June Carter. Ambos actores ganaron el Globo de Oro en la categoría de «mejor actor de comedia o musical» y «mejor actriz de comedia o musical».
El 12 de marzo de 2006 se estrenó en el «Ethel Barrymore Theatre» Broadway el musical Ring of Fire, basado en la obra de Johnny.

## Filmografía
- Five Minutes to Live (1961), de Bill Karn. Interpreta a Johnny Cabot.
- The Road to Nashville (1967), de Will Zens.
- El gran duelo (A Gunfight) (1970), de Lamont Johnson. Coprotagonista junto a Kirk Douglas.
- Swan Song (El canto del cisne) (1973), Episodio 7 de la tercera temporada de la serie de TV Columbo («Colombo» en España). Papel protagonista.
- The Collection (La colecta) (1976), Episodio 1 de la tercera temporada de la serie de TV Little House on the Prairie («Los Pioneros» en México). Actor invitado.
- Asesinato en Coweta County (1983), de Gary Nelson. Interpreta en el telefilme a uno de sus dos protagonistas, el sheriff Lamar Potts.
- (1986), un film para la TV de Ted Post basada en la homónima de John Ford. Coprotagonista con Willie Nelson, Kris Kristofferson y Waylon Jennings, integrantes del supergrupo de música country "The Highwaymen".
- La doctora Quinn (1993), varios episodios junto a June Carter Cash.
- The Winding Stream (2014), de Beth Harrington.

## Obras
En negrita las obras publicadas en español.
- Cash: Man in black (Man in Black: His Own Story in His Own Words, 1975), A. Machado Libros S. A., 2016; ISBN 978-8-47-774346-0
- El hombre de blanco (Man in White, a novel about the Apostle Paul, 1986), Reservoir Books, 2018; ISBN 978-8-41-712583-7
- Cash : la autobiografía de Johnny Cash (Cash: The Autobiography, 1997), Libros del Kultrum, 2019; ISBN 978-8-49-493834-4
- Johnny Cash Reads the New Testament, Thomas Nelson, 2011; ISBN 978-1-4185-4883-4[12]
- Recollections by Johnny Cash, edited by daughter Tara, 2014; ISBN 978-0-930677-03-9
- The Man Who Carried Cash: Saul Holiff, Johnny Cash, and the Making of an American Icon by Julie Chadwick, Dundurn Press, 2017; ISBN 978-1-459737-23-5
- Eternas palabras: Los poemas inéditos (Forever Words : The Unknown Poems, 2016), Editorial Sexto Piso, 2017; ISBN 978-6-079436-67-4